# Декакарбонилдихромат натрия
Декакарбонилдихромат натрия — карбонильный комплекс хрома и натрия с формулой Na2[Cr2(CO)10].

## Получение
- Реакция суспензии натрия в тетрагидрофуране и гексакарбонил хрома в присутствии 2,2'-дипиридила:

{\displaystyle {\mathsf {2Na+2Cr(CO)_{6}\ {\xrightarrow {}}\ Na_{2}[Cr_{2}(CO)_{10}]+2CO\uparrow }}}

## Химические свойства
Декакарбонилдихромат натрия образует пирофорные жёлтые кристаллы.
Растворяется в воде, тетрагидрофуране, пиридине, ацетоне, ацетонитриле, не растворяется в диоксане, эфире.